# 比利·蒙格
比利·蒙格（英語：Billy Monger，1999年5月5日—）又稱為「Billy The Whizz」（子彈比利）或「#BillyWhizz」，是一名英國賽車手，曾在2016及2017年參賽於英國四級方程式錦標賽。在此之前，他曾參加吉內塔少年錦標賽及英國各地的卡丁車賽事。

## 職業生涯
2016年，蒙格加入JHR發展車隊，參賽於英國四級方程式錦標賽，共取得3次頒獎台完賽，年度積分名列第12。隔年，他選擇繼續效力該隊。2017年4月16日，蒙格在多寧頓分站發生一起高速撞車事故，致使他的雙腿遭到截肢。他的車隊在募款平台JustGiving發起專案，在24小時內便為蒙格籌得超過50萬英鎊。包括简森·巴顿、路易斯·咸美頓、馬克斯·維斯塔潘、丹尼尔·里卡多及尼古拉斯·賀根堡在內的一级方程式赛车車手，也透過各種行動幫助蒙格度過難關。
據2017年6月報導，蒙格將在2017年11月重返賽場，與四肢截肢車手弗雷德里克·索塞共同駕駛CN組利吉爾JS53 Evo 2-本田，出賽位於葡萄牙埃斯托里爾賽道的V de V原型挑戰耐力賽，以派出三名殘疾車手組隊出賽2020年勒芒24小时耐力赛的目標奠定基礎。2017年7月，蒙格在布蘭茲-哈奇賽道駕駛改裝手動控制裝置的大众甲壳虫進行測試。
2018年2月，蒙格自撞車事故後首度駕駛開輪式賽車，他在奧爾頓公園為卡林車隊測試英國車手俱樂部英國三級方程式錦標賽車輛。蒙格於隔月證實，他將會在此賽道為卡林車隊出賽2018年英國車手俱樂部英國三級方程式錦標賽開幕站，最終，他駕駛著將油門改裝至方向盤上的車輛，於奧爾頓公園取得第3名。

## 賽車生涯成績

### 職業生涯摘要
| 賽季   | 賽事                               | 車隊        | 出賽 | 分站冠軍 | 桿位 | 最快單圈 | 頒獎台 | 積分 | 排名 |
| ------ | ---------------------------------- | ----------- | ---- | -------- | ---- | -------- | ------ | ---- | ---- |
| 2015年 | 吉內塔少年錦標賽                   | JHR發展車隊 | 20   | 2        | 1    | 1        | 7      | 325  | 第5  |
| 2016年 | 英國四級方程式錦標賽               | JHR發展車隊 | 27   | 0        | 1    | 0        | 3      | 78   | 第12 |
| 2017年 | 英國四級方程式錦標賽               | JHR發展車隊 | 6    | 0        | 0    | 0        | 2      | 44   | 第14 |
| 2017年 | 福特四級方程式挑戰盃               | JHR發展車隊 | 6    | 4        | 0    | 1        | 4      | 100  | 第6  |
| 2018年 | 英國車手俱樂部英國三級方程式錦標賽 | 卡林車隊    | 6    | 0        | 0    | 1        | 1      | 70   | 第7* |

* 賽季進行中。

## 外部連結
- 官方网站
- 比利·蒙格 在DriverDB.com上的职业生涯数据（英文）